# ELinks
ELinks — текстовый браузер, поддерживающий таблицы, фреймы, цветовую палитру в 16, 88 или 256 цветов, HTTP, HTTPS, FTP, proxy, cookies, фоновые загрузки с оповещением об окончании загрузки, пользовательские протоколы: IRC, mailto, telnet, а также NNTP и Gopher. Частично реализована поддержка каскадных таблиц стилей CSS и ECMAScript, также присутствует поддержка вкладок и полная поддержка ввода-вывода UTF-8. Возможно написание сценариев на языках Perl, Ruby, Lua и GNU Guile. Имеется поддержка протокола IPv6. Начиная с версии ELinks 0.11.5 поддержка libgnutls-openssl была отключена из-за того, что исходный код GnuTLS версии 2.2.0 и выше распространяется под лицензией, несовместимой с лицензией GPL v2. ELinks является свободным и доступным в исходном коде ПО.
Разработка обозревателя началась в 2001 году и позиционировалась как экспериментальное ответвление проекта Links, поэтому раньше буква 'E' расшифровывалась как Experimental. Но в дальнейшем имя было изменено на Enhanced/Extended (расширенный). Из‐за нехватки времени 1 сентября 2004 года Питер Баудиш передал управление проектом датскому разработчику Джону Фонсеца, а сам полностью погрузился в написание нового кода для ELinks.